# 1577年
| 千纪： | 2千纪 |
| 世纪： | 15世纪 \| 16世纪 \| 17世纪                                                                                 |
| 年代： | 1540年代 \| 1550年代 \| 1560年代 \| 1570年代 \| 1580年代 \| 1590年代 \| 1600年代                           |
| 年份： | 1572年 \| 1573年 \| 1574年 \| 1575年 \| 1576年 \| 1577年 \| 1578年 \| 1579年 \| 1580年 \| 1581年 \| 1582年 |
| 纪年： | 丁丑年（牛年）；明万历五年；越南莫朝崇康十年，后黎朝嘉泰五年；日本天正五年                                 |

## 大事记
- 1577年大彗星接近地球。
- 奧斯曼帝國消滅阿達爾蘇丹國，佔領非洲之角。
- 英國私掠船長法蘭西斯·德瑞克展開環遊世界之旅。
- 法國簽訂了普瓦捷敕令，以限制新教徒的宗教自由。
- 安房里見氏與相模北條氏之間締結房相一和，里見義弘的弟弟里見義賴迎娶北條氏政的女兒鶴姬為正室。
- 2月——織田信忠進攻紀伊雜賀並攻陷中野城
- 3月——織田信忠令鈴木重秀（雜賀孫一）等人投降。
- 8月——織田信忠以明智光秀為先陣並率領羽柴秀吉等諸將，討伐再次背離的大和松永久秀。
- 9月——越後的上杉謙信與能登畠山氏家臣長續連在能登能登郡七尾城爆發七尾城之戰，上杉謙信在親上杉派的重臣遊佐續光及溫井景隆內應下攻佔能登七尾城，並殺害長續連一族，畠山氏滅亡。
- 9月23日（新曆11月3日）——織田信長派遣柴田勝家、前田利家和丹羽長秀等人出兵救援的親織田派的長續連，收到能登七尾城陷落消息的織田軍被迫撤退，上杉軍立即追擊，獲得大勝，是為手取川之戰。
- 10月——織田信忠在信貴山城之戰攻陷久秀、久通父子死守的大和信貴山城。。

## 出生
- 3月3日——金尼閣，耶穌會會士，漢學家。（1628年逝世）
- 4月12日——克里斯蒂安四世，丹麥國王和挪威國王。（1648年逝世）
- 5月31日——努爾·賈漢，莫臥兒帝國皇帝賈漢吉爾的皇后。（1645年逝世）
- 6月28日——彼得·保羅·魯本斯，法蘭德斯畫家，巴洛克畫派早期的代表人物。（1640年逝世）
- 8月3日——准如，淨土真宗（一向宗）西本願寺派第12代法主。（1631年逝世）
- 9月1日——希皮奧內·波格賽，天主教薩比娜-波焦米爾泰托羅馬城郊教區樞機。（1633年逝世）
- 10月17日——克里斯託法諾·阿洛里，義大利畫家。（1621年逝世）
- 11月23日——楊師孔，明朝政治人物。（1630年逝世）

## 逝世
- 1月15日——有馬義貞，肥前國——戰國大名。
- 2月26日——埃里克十四世，瓦薩王朝的第二位瑞典國王。
- 3月24日——直江景綱，上杉氏家臣。
- 4月16日——三好長治，阿波國——戰國大名。
- 5月1日——恭嬪金氏，朝鮮宣祖的後宮嬪御。
- 6月25日——德夫萊特·格萊，克里米亞汗國可汗。
- 7月26日——布萊斯·德·蒙呂克，法國元帥。
- 8月7日——畠山春王丸，能登國——戰國大名。
- 9月2日——松平忠正，松平氏家臣。
- 10月10日——葡萄牙的瑪麗亞 (維塞烏女公爵)，維塞烏女公爵。
- 10月26日——長續連，能登國畠山氏重臣。
- 11月19日——松永久秀，大和國——戰國大名。
- 12月5日——伊達晴宗，伊達氏十五代家主，陸奧國——戰國大名。